# Баранов, Леонид Алексеевич
Леонид Алексеевич Баранов (род. 18 ноября 1930 года) — советский и российский тренер по лыжному двоеборью. Заслуженный тренер РСФСР (1972). Почётный гражданин Всеволожского района (2007).

## Биография
Леонид Алексеевич Баранов родился 18 ноября 1930 года. В годы Великой Отечественной войны участвовал в партизанском движении в районе Пскова. В 1953 году окончил Ленинградский государственный педагогический институт имени А. И. Герцена.
С 1953 года живёт и работает в посёлке Токсово. Работал тренером в Кавголовской спортивной школе олимпийского резерва. Был членом президиума Федерации лыжного спорта России, президентом Федерации по прыжкам на лыжах с трамплина и лыжному двоеборью. В последние годы работал старшим методистом Кавголовской специализированной детско-юношеской спортивной школы олимпийского резерва Ленинградской области.
Наиболее высоких спортивных результатов среди его воспитанников добились:
- Николай Киселёв — серебряный призёр Олимпийских игр 1964 года[3][4]

Также десять учеников Баранова стали чемпионами СССР, двое из них удостоены звания мастера спорта международного класса, ещё двое — звания «Заслуженный тренер России».

### Семья
Женат. Сын — Алексей, главный тренер сборной России по лыжному двоеборью (с 2015 года).

## Награды и звания
- Почётное звание «Заслуженный тренер РСФСР» (1972).
- Медаль ордена «За заслуги перед Отечеством» II степени (2002)[5].
- Почетный знак "За заслуги в развитии олимпийского движения России" (2000)
- Почётный гражданин Всеволожского района (2007)[6][7].
- Почетный гражданин Дедовичского района Псковской области (2019)